# Кяфасан
Кяфасан (в по-стари източници срещано и като Кяфасхане, на македонска литературна норма: Ќафасан; на албански: Qafthanë) е името на планински проход, недалеч от границата между Северна Македония и Албания. Това е името и на граничен контролно-пропускателен пункт между Северна Македония и Албания.
Кяфасан е крайната точка на 20-километровия път E-852 Охрид-Струга-Кяфасан и представлява проход между най-югоизточните склонове на планината Ябланица и Охридско езеро. Проходът е разположен на 1234 метра надморска височина. Най-близките населени места от албанска страна са село Лин на Охридското езеро и град Преняс.
Близо до Кяфасан се намира скалната църква „Успение Богородично“.